# 埃利焦·德·奥雷菲奇教堂

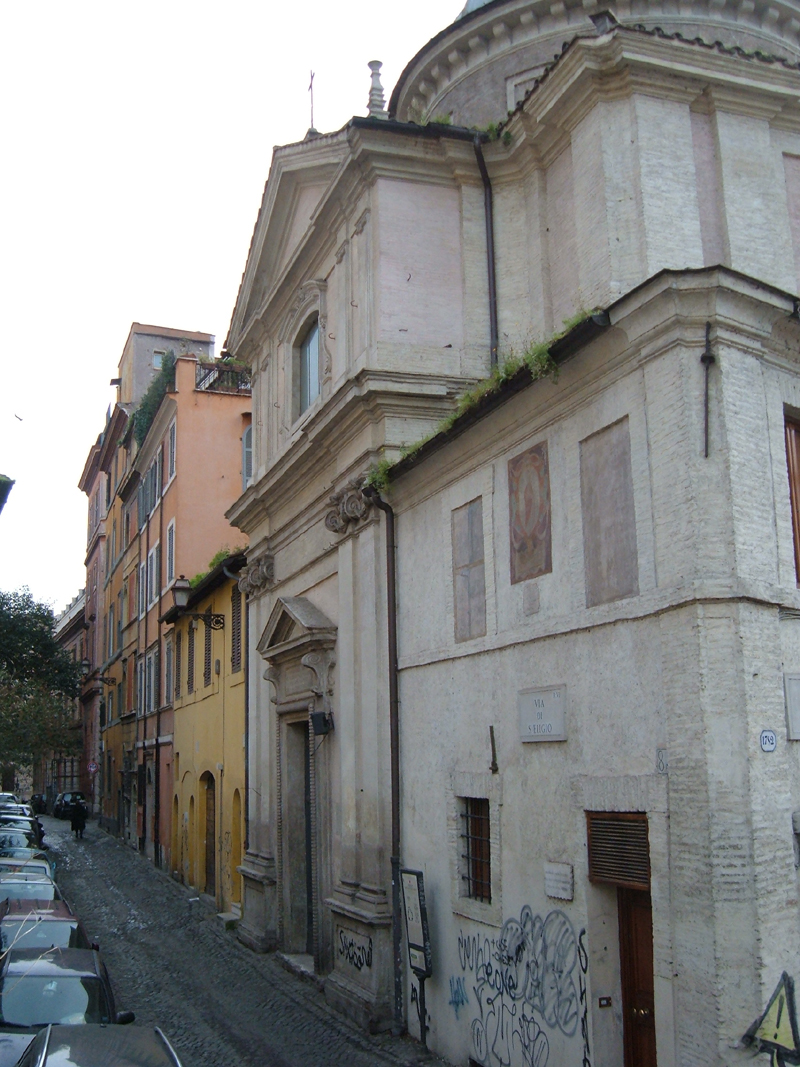
埃利焦·德·奥雷菲奇教堂

埃利焦·德·奥雷菲奇教堂（義大利語：Sant'Eligio degli Orefici）是意大利罗马的一座教堂。 这座教堂位于罗马市中心雷戈拉区，靠近朱利亚大道，位于同名大道的一角，在法尔内塞宫西北几个街区的伦格泰维尔·德特巴迪大道南边。
这座教堂最初由拉斐尔为金匠公会设计，1509年金匠公会从铁匠公会分离出来，献给他们的守护神圣伊莱吉乌斯，由巴尔达萨雷·佩鲁齐（Baldassare Peruzzi）和巴斯蒂亚诺·达·桑加洛（Bastiano da Sangallo）完成。除了他在圣彼得大教堂（St Peter's Basilica）的工作之外，这是拉斐尔在罗马完成的唯一一座教堂。它的圆顶由巴尔达萨雷·佩鲁齐（Baldassare Peruzzi）建造，内部也由拉斐尔（Raphael）建造，风格类似于伯拉孟特（Bramante）。现在看到的正面是17世纪初弗拉米尼奥·庞齐奥（Flaminio Ponzio）建造的。